# 金龍禪寺

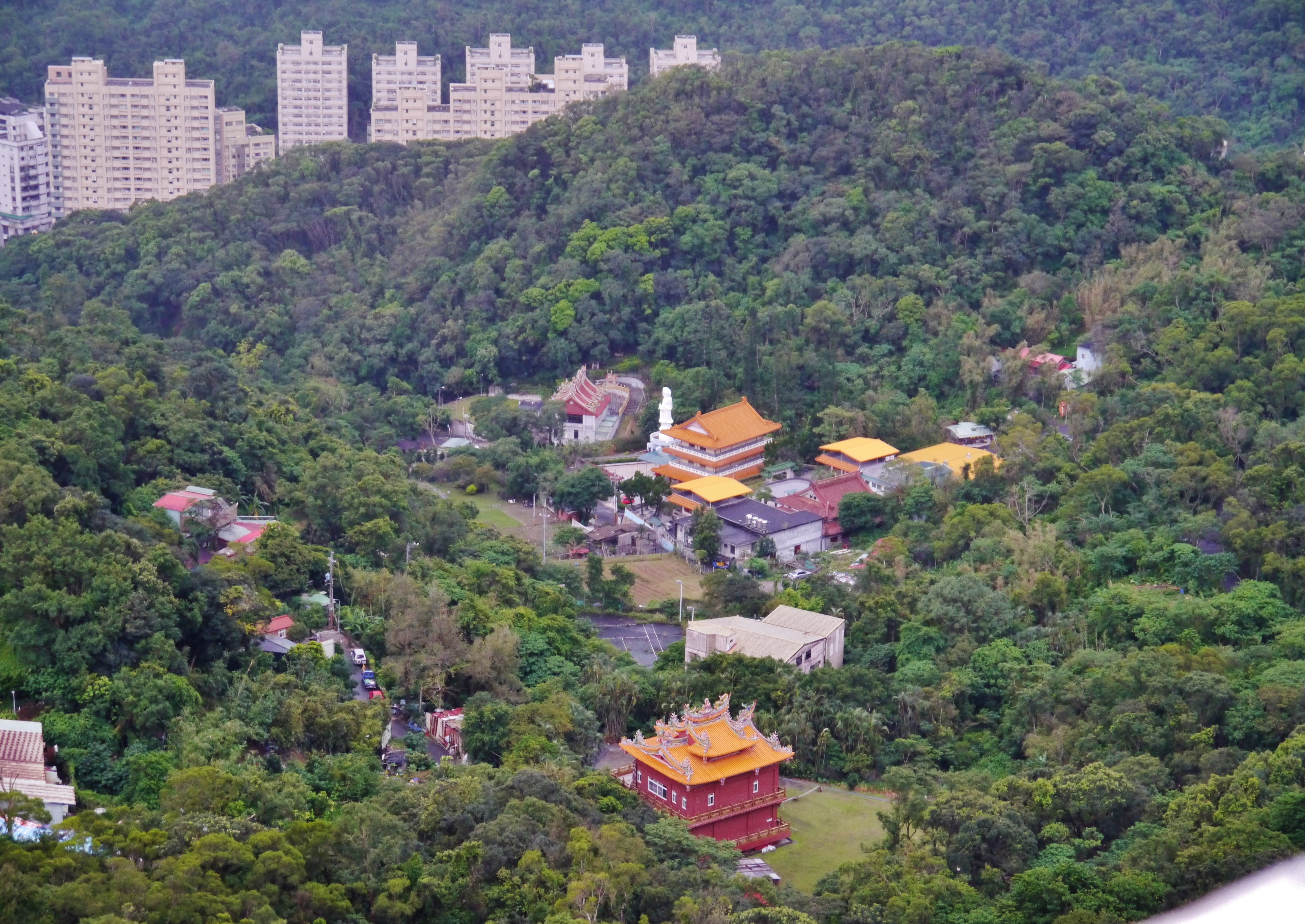
從碧山巖俯瞰金龍禪寺

金龍禪寺，簡稱金龍寺，位於臺灣台北市內湖區五指山山脈忠勇山的佛寺，山號「碧湖山」。附近有碧山巖、峰碧山圓覺寺。

## 歷史

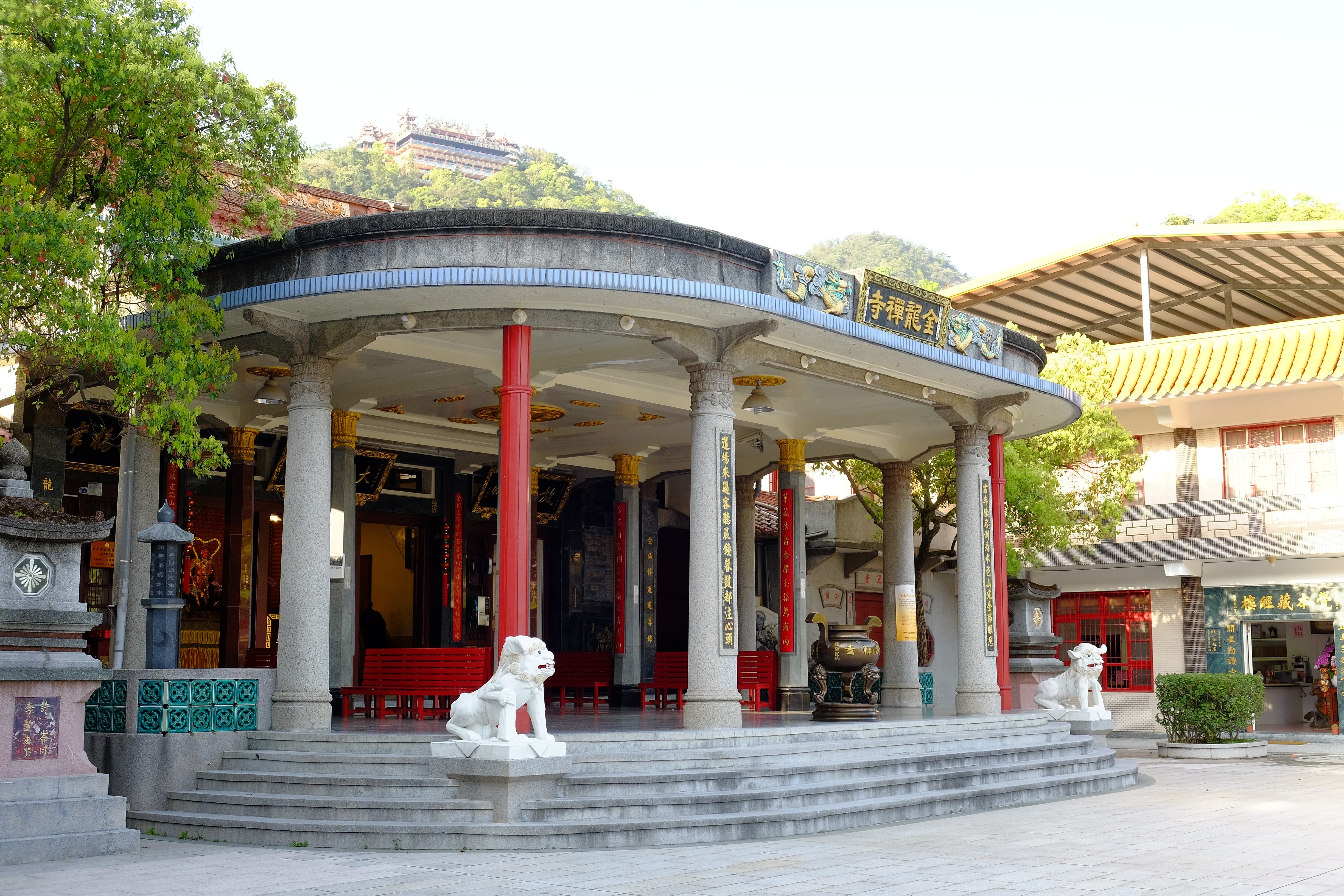
金龍禪寺大殿，兩翼建築為圖書館與藏經樓

金龍寺由臨濟宗的玄信法師集生平資金創立，起初於台北市環河北街（現環河北路）「勸化堂」設辦事處，日治時期昭和十七年（1942年）4月中旬首度動土，因第二次世界大戰民間物質缺乏，僅完成地基和正殿牆壁部份。民國41年（1952年）3月，寺方禮請章嘉活佛動土重建，民國42年（1953年）竣工。

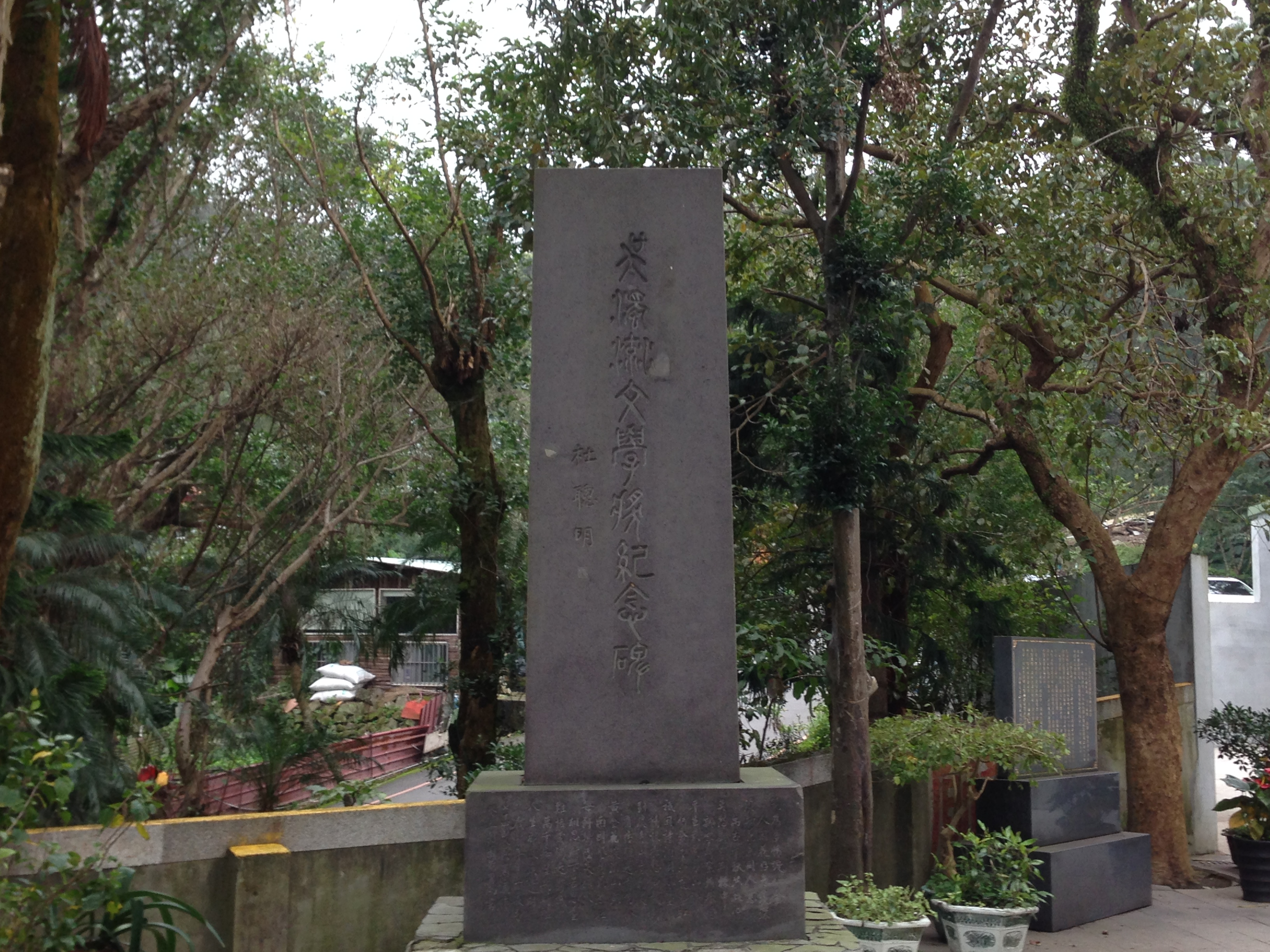
吳濁流文學獎紀念碑

吳濁流為紀念《台灣文藝》創刊十週年，於此寺設置「吳濁流文學獎紀念碑」，此碑位於玄信圖書館旁邊，刻有吳濁流四十七歲時詩作，由黃渭南書後碑刻。1970年夏天，洛夫下班後獨自來此寺，回程時正逢黃昏，忽然滿山蟬聲，寺中燈火一亮後又停止，使他頓生靈感，寫出新詩〈金龍禪寺〉。2022年9月臺北市文化局將「金龍禪寺吳濁流紀念碑群」登錄為紀念建築。

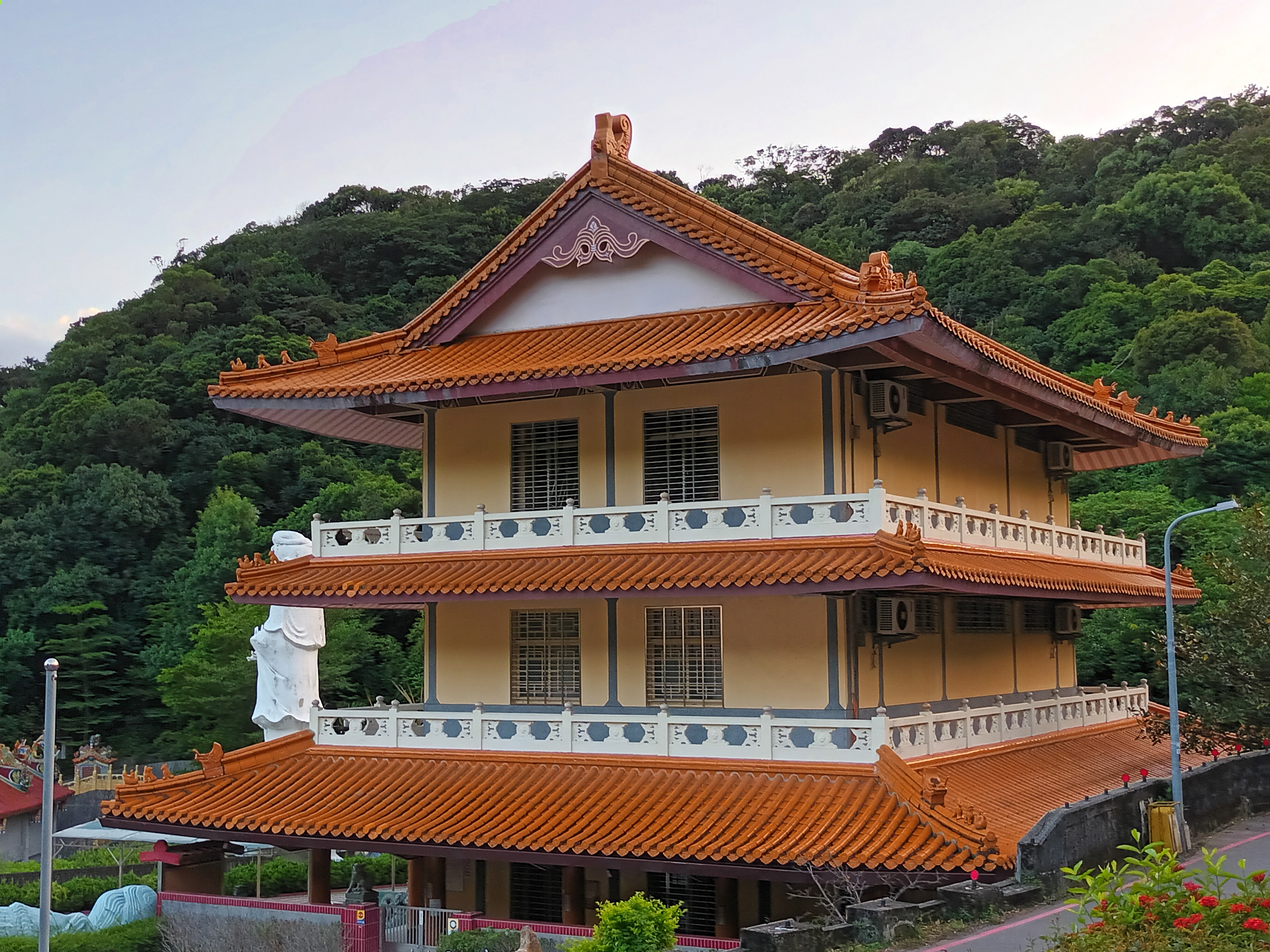
金龍寶塔

1968年開始興建「金龍寶塔」用於奉安信眾靈骨，1972年竣工。1973年設立巨型白衣觀音像，並沿路豎立十八羅漢像與彌勒佛、山神、土地公像。

## 外部連結
- 財團法人金龍院 （页面存档备份，存于）